# Eupithecia obtinens
Eupithecia obtinens is een vlinder uit de familie van de spanners (Geometridae). De wetenschappelijke naam van de soort is voor het eerst geldig gepubliceerd in 1941 door Brandt.
De soort komt voor in Afghanistan en Iran.